# 히라노 미쓰키
히라노 미쓰키(일본어: 平野 実月, 1998년 4월 27일~)는 일본의 여자 농구 선수로 포지션은 포인트 가드이다. 현재 한국여자프로농구의 인천 신한은행 에스버드에서 활동하고 있다.

## 생애
오우카학원고등학교를 졸업했으며, 아이치가쿠센대학에 진학하여 4년차에는 주장을 맡았다.
2021년 1월, 도요타 안텔롭스에 얼리 엔트리로서 입단했다. 같은 해 개최 예정이었던 월드 유니버시티 게임즈에서는 일본 대표 후보로 선정되었다.
2024년 6월 29일, 일본에서 열린 2024-2025 한국여자프로농구 아시아쿼터선수 드래프트에서 전체 4순위로 용인 삼성생명 블루밍스에 지명되어 대한민국 프로무대에 입성하였다.
2025년 6월 6일, 일본에서 열린 2024-2025 한국여자프로농구 아시아쿼터선수 드래프트에서 마지막 순위로 인천 신한은행 에스버드에 지명되어 2년 연속 대한민국 프로무대에 밟게 되었다.